# 화개초등학교 부덕분교
화개초등학교 부덕분교는 경상남도 하동군 화개면 섬진강대로 3748-14(부춘리)에 있었던 초등학교 분교이다.

## 연혁
- 1947년 9월 1일 화개공립국민학교 부덕분교장 인가
- 1956년 4월 1일 독립교로 승격
- 1985년 3월 1일 병설유치원 개원
- 1996년 3월 1일 부덕초등학교로 개칭
- 1997년 9월 1일 화개초등학교 부덕분교
- 1999년 9월 1일 본교로 통폐합